# كازموتو مشيجيري
الفيكونت مشيجيري كازوموتو  Kazumoto Machijiri (町尻 量基 Machijiri Kazumoto) كان عسكري ياباني برتبة فريق في الجيش الإمبراطوري الياباني خلال الحرب الصينية اليابانية الثانية. ولد في 30 مارس 1889.

## السيرة الذاتية
مشيجيري هو الابن الرابع لكوغي ميبو موتوناكا (1835 - 1906) من عائلة نبيلة تنتمي لبلاط كيوتو القديمة. تم تبنيه من قبل النبيل مشيجيري كازوهيرو، وفقًا لنظام نبل الكازوكو، ورث اللقب بعد ذلك وزوجته هي يوكيكو الابنة الكبرى للأمير كايا كونينوري.
كان من خريجي الدفعة 21 من أكاديمية الجيش الامبراطوري الياباني سنة 1909، حيث كان زملائه في الدراسة كانجي إيشوارا وجو إيمورا وهاروكيتشي هياكوتاكي. وتخرج لاحقا من الدفعة 29 من المدرسة العسكرية الإمبراطورية اليابانية في عام 1917. وهو ملحق عسكري في فرنسا من فترة 1919 إلى 1921 وشارك في مفاوضات معاهدة فرساي. ثم كان ضابطًا مقيمًا في باريس من 1921 إلى 1923، ثم مرة أخرى من 1925 إلى 1926.
اشتغل مشيجيري كمساعد مؤقت للإمبراطور من 1930 إلى 1935. ومن 1935 إلى 1936 قاد فوج مدفعية الحرس الإمبراطوري وشغل منصب رئيس شؤون الجيش في مكتب الشؤون العسكرية في وزارة الحرب من 1936 إلى 1938.
في بداية الحرب الصينية اليابانية الثانية، تم تعيين ماشيجيري مرة أخرى كمساعد مؤقت للإمبراطور هيروهيتو في عام 1937، لكن سرعان ما تم نقله ليصبح نائب رئيس أركان جيش شمال الصين الإقليمي في الصين. عاد إلى اليابان في العام التالي وتقلد رتبة رئيس الأركان للجيش الامبراطوري الياباني لكنه عاد إلى الجبهة 1939-1941 كقائد للفرقة العسكرية السادسة. ومن 1941 إلى 1942 كان المفتش العام لقسم الأسلحة الكيميائية.
في عام 1942، تم تعيين مشيجيري قائدا لجيش حامية الهند الصينية. عاد إلى اليابان في عام 1944، نجا من الحرب وتقاعد عام 1945.

## قائمة المراجع
- Why Viet Nam?: Prelude to America's Albatross

- Japan Prepares for Total War: The Search for Economic Security, 1919-1941. Cornell University Press. 1988. ISBN:0-8014-9529-6. مؤرشف من الأصل في 2022-06-17. {{استشهاد بكتاب}}: الوسيط |الأول= يفتقد |الأخير= (مساعدة)
- Nomonhan: Japan Against Russia, 1939. Stanford University Press. 1990. ISBN:0-8047-1835-0. {{استشهاد بكتاب}}: الوسيط |الأول= يفتقد |الأخير= (مساعدة)

- Ammenthorp, Steen. "Machijiri, Kazumoto". The Generals of World War II (بالإنجليزية). Archived from the original on 2012-02-21.
- Wendel, Marcus. "Commanders of 2nd Army". Axis History Database (بالإنجليزية). Archived from the original on 2016-03-06.
- النصب التذكاري للحرب الأسترالية (AWM55 5/6)
- حكام فيتنام (يشمل القادة اليابانيين في الهند الصينية)